# 保羅·莫里特
保羅·里歐·莫里特（英語：Paul Leo Molitor，1956年8月22日—），綽號「莫利」與「點火者」，為美國職棒大聯盟的內野手。21年職棒生涯曾效力過釀酒人、藍鳥與雙城等隊。莫里特是一名打擊能力與跑壘速度很出色的球員，他生涯一共7度入選明星賽。1993年世界大賽，莫里特拿下該屆世界大賽的MVP。2015年至2018年，他曾於雙城隊擔任總教練一職。

## 職業生涯

### 密爾瓦基釀酒人
莫里特一開始是擔任游擊手，但是當Robin Yount傷癒回歸後便移防二壘。他於1978年登上大聯盟，該年球季他的打擊率為2成73，並敲出6轟與45分打點，還有30次盜壘成功。1981年，他開始擔任外野手。不過他又在1982年球季前擔任三壘手。1982年，釀酒人首次闖進世界大賽，但是卻與紅雀隊鏖戰七場後敗下陣來。莫里特在系列賽的打擊率為3成55。他在第一場比賽敲出5支安打至今仍是大聯盟季後賽單場紀錄。該年他的打擊率為3成02，其中他在5月12日擊出3支全壘打。
莫里特在生涯早期飽受傷病所苦，1980年到1986年間，他都有進入傷兵名單的紀錄。1984年，他因為手肘問題而只出賽13場比賽。1985年與1986年，他的打擊率分別為2成97和2成81。另外各敲出10轟與48分打點及9轟與55分打點。該年他因為繩肌受傷只出賽105場比賽。
1987年，莫里特締造了連續39場比賽擊出安打的紀錄。1987年8月26日，Rick Manning面對印地安人隊擊出再見安打，結果意外讓下一棒的莫里特無法延續連續安打場次的紀錄，最後Manning也被球迷瘋狂以噓聲伺候，莫里特也無法打破彼得·羅斯創下的連續44場比賽擊出安打的次高紀錄。

### 多倫多藍鳥
1992年球季結束後，莫里特成為自由球員。他原想繼續待在釀酒人，不過釀酒人不僅只給他1年合約，還將原合約金340萬美元降到剩250萬美元。反觀藍鳥給了莫里特3年1300萬美元的合約，最後莫里特選擇加盟藍鳥。
莫里特的加入，幫助藍鳥提升進攻火力。1993年球季，他的打擊率高達3成32，並敲出22轟與111分打點。另外他也以211支安打拿下安打王，球隊也連續2年闖進世界大賽。最後藍鳥順利拿下世界大賽冠軍，而莫里特在系列賽的打擊率高達5成，最後他也順利拿下該屆世界大賽的MVP。
1994年球季，大聯盟因為罷工事件導致賽季縮水。這年莫里特的打擊率為3成41，而他在這年20次盜壘嘗試全部成功。1995年球季，他的打擊率降到2成70，這也是他生涯以來單季最低的打擊率。

### 明尼蘇達雙城
1995年球季結束後，莫里特離開了藍鳥，回到家鄉明尼蘇達打球。他在雙城達成生涯3000安，而他也是第一位用三壘安打達成3000安的球員。原本莫里特可以與雙城隊的另一位巨星Kirby Puckett一同出賽，不過Puckett卻在1996年春訓時罹患青光眼影響視覺，最後被迫退休。1996年，莫里特成為繼Sam Rice後，第二位達成單季200安的40歲球員。該年他僅敲出9轟，卻有113分打點。他也成為目前最後一位低於10轟卻超過百分打點的球員。
1997年，41歲的莫里特還有3成05的打擊率。1998年，他的打擊率下滑至2成81，敲出4轟與69分打點。1998年12月，莫里特宣布退休。

## 執教生涯

### 明尼蘇達雙城
2014年11月4日，雙城隊宣布莫里特為球隊的新任總教練。2017年球季結束後，球隊與莫里特簽下3年的合約。莫里特原本在2016年讓球隊吞下103敗，但是隔年雙城卻闖進季後賽，這也締造了總教練的新紀錄。他也成為繼法蘭克·羅賓森後，第一位獲選年度最佳總教練的名人堂球員。2018年10月2日，莫里特被球隊炒魷魚。總計他生涯執教共拿下305勝343敗。

### 執教成績
| 球隊     | 年度     | 例行賽 | 例行賽 | 例行賽 | 例行賽             | 季後賽 | 季後賽 | 季後賽 | 季後賽     |
| 球隊     | 年度     | 勝     | 敗     | 勝率   | 排名               | 勝     | 敗     | 勝率   | 備註       |
| -------- | -------- | ------ | ------ | ------ | ------------------ | ------ | ------ | ------ | ---------- |
| 雙城     | 2015年   | 83     | 79     | .512   | 美聯中區第2        | -      | -      | -      | -          |
| 雙城     | 2016年   | 59     | 103    | .364   | 美聯中區第5        | -      | -      | -      | -          |
| 雙城     | 2017年   | 85     | 77     | .525   | 美聯中區第2 - 外卡 | 0      | 1      | .000   | 輸掉外卡賽 |
| 雙城     | 2018年   | 78     | 84     | .481   | 美聯中區第2        | -      | -      | -      | -          |
| 合計:4年 | 合計:4年 | 305    | 343    | .471   |                    | 0      | 1      | .000   |            |

## 生涯打擊成績
| 出賽次數 | 打席  | 打數  | 得分 | 安打 | 二安 | 三安 | 全壘打 | 打點 | 盜壘 | 保送 | 三振 | 打擊率 | 上壘率 | 長打率 | 守備率 |
| -------- | ----- | ----- | ---- | ---- | ---- | ---- | ------ | ---- | ---- | ---- | ---- | ------ | ------ | ------ | ------ |
| 2683     | 12167 | 10835 | 1782 | 3319 | 605  | 114  | 234    | 1307 | 504  | 1094 | 1244 | .306   | .369   | .448   | .970   |

## 個人生活
1984年，莫里特提到他以前曾對古柯鹼上癮，不過他在1981年戒除。
他於1981年結婚，不過他在2003年離婚。他與第一任妻子育有一女，和第二任妻子也有一個小孩。後來他在入選名人堂的時候，他也提到離婚對他來說是個重大的打擊，而他的前妻和女兒也沒有到典禮現場看莫里特入選名人堂。

## 外部連結
- 球員資訊和成績在MLB，ESPN，Baseball-Reference，Fangraphs（英文）
- 保羅·莫里特在台灣棒球維基館上的頁面（繁體中文）